# Chemnitzer FC
Chemnitzer Fussball-Club – niemiecki klub piłkarski z siedzibą w mieście Chemnitz.

## Sukcesy
- Mistrz NRD (DDR-Oberliga): 1967
- Wicemistrz NRD: 1990
- Finał pucharu NRD (FDGB Pokal): 1969, 1983, 1989
- Półfinał pucharu Niemiec (DFB-Pokal): 1993
- Puchar Saksonii (Sachsenpokal): 1997, 1998, 2006

## Historia
Klub założony został w 1920 roku pod nazwą Polizei-Sportverein Chemnitz. Po reorganizacji niemieckiego futbolu i utworzeniu 16 lig regionalnych (gauliga) w czasach Trzeciej Rzeszy Polizei SV Chemnitz grał w Gauliga Sachsen. Klub spisywał się dobrze i w większości przypadków plasował się w górnej połówce tabeli, a nawet dwukrotnie (w 1935 i 1936) wygrał swoją gauligę. Wygranie gauligi dawało prawo do walki o mistrzostwo Niemiec. Walkę toczyło 16 zwycięzców lig regionalnych podzielonych na 4 grupy. W 1935 roku PSV Chemnitz wygrał także jedną z tych 4 grup i znalazł się wśród 4 najlepszych klubów w Niemczech. W półfinale przegrał jednak z późniejszym mistrzem FC Schalke 04. W 1942 roku klub zmienił nazwę na SG Ordnungspolizei Chemnitz. W okresie II wojny światowej klubowi nie wiodło się najlepiej, aż w końcu w 1943 roku klub zajął 9. miejsce i spadł z Gauliga Sachsen. Wkrótce potem rozgrywki ligowe zostały całkowicie zdezorganizowane przez toczącą się wojnę.
Po zakończonej wojnie wszystkie organizacje sportowe na terenie Niemiec zostały rozwiązane przez władze okupacyjne. Wkrótce jednak klub został odtworzony w 1945 roku pod nazwą SG Chemnitz Nord. Zgodnie z obyczajem, jaki zapanował we wschodnich Niemczech, klub często zmieniał nazwę. W 1948 roku przyjął nazwę BSG Fewa Chemnitz, w 1951 BSG Chemie, a w 1953, w związku ze zmianą nazwy miasta-siedziby BSG Chemie Karl-Marx-Stadt. W 1956 roku, w związku ze skupieniem wszystkich dyscyplin sportowych w jednym klubie, klub zmienił nazwę na SC Motor Karl-Marx-Stadt, a w 1963 na SC Karl-Marx-Stadt. W 1966 roku sekcja piłkarska ponownie wydzielona została w postaci oddzielnego klubu pod nazwą FC Karl-Marx-Stadt. Przyczyną takiego postępowania była chęć większego skupienia się na wydzielonej dyscyplinie, by skuteczniej można było wyławiać talenty dla reprezentacji narodowej. Gdy w 1991 roku miasto wróciło do swej pierwotnej nazwy, klub przyjął obecną nazwę Chemnitzer FC.
Po awansie do najwyższej ligi NRD (DDR-Oberliga) w 1962 roku klub na ogół zajmował pozycje w dolnej połowie tabeli, dlatego mistrzostwo zdobyte w 1967 roku było dla wszystkich zaskoczeniem.  Klub był finalistą pucharu NRD (FDGB Pokal) w 1969, 1983 i 1989 roku. Na arenie międzynarodowej klub zaliczył swój najlepszy występ w pucharze UEFA w sezonie 1988/89, kiedy to wyeliminowany został dopiero w 1/8 finału przez Juventus F.C. W 1990 roku klub zdobył wicemistrzostwo NRD, przegrywając gorszą różnicą bramkową z drezdeńskim Dynamem. Po zjednoczeniu Niemiec w 1990 Chemnitz od 1992 roku zaczął grać w II lidze, z której spadł w 1997 roku. Zespół w 1993 roku dotarł do półfinału Pucharu Niemiec (DFB-Pokal). Po krótkim okresie gry w III lidze (Regionalliga) klub w 1999 roku wrócił do II ligi. Jednak z biegiem czasu Chemnitz był coraz słabszy i w 2001 roku z powrotem spadł do III ligi, a 2006 roku do IV ligi.

### Piłkarze
- Eberhard Vogel (74 mecze w reprezentacji NRD w latach 1962-76)
- Rico Steinmann (23 mecze w reprezentacji NRD w latach 1986-90)
- Ernest Wilimowski
- Michael Ballack

## Europejskie puchary
Legenda do wszystkich tabel:
- Q – runda eliminacyjna, 1/16, 1/8, 1/4, 1/2 – odpowiednia faza rozgrywek, Grupa – runda grupowa, 1r gr – pierwsza runda grupowa, 2r gr – druga runda grupowa, F – finał, R – runda, PO – play-off
- k. – rzuty karne, los. – losowanie, Dogr. – dogrywka, w. – zasada bramek strzelonych na wyjeździe

| Sezon   | Rozgrywki     | Runda | Przeciwnik        | Dom | Wyjazd | Ogólnie    |
| ------- | ------------- | ----- | ----------------- | --- | ------ | ---------- |
| 1967/68 | Puchar Europy | 1R    | RSC Anderlecht    | 1–3 | 1–2    | 2–5        |
| 1989/90 | Puchar UEFA   | 1R    | Boavista FC       | 1–0 | 2–2    | 3–2, Dogr. |
| 1989/90 | Puchar UEFA   | 2R    | FC Sion           | 4–1 | 1–2    | 5–3        |
| 1989/90 | Puchar UEFA   | 1/8   | Juventus F.C.     | 0–1 | 1–2    | 1–3        |
| 1990/91 | Puchar UEFA   | 1R    | Borussia Dortmund | 0–2 | 0–2    | 0–4        |